# Adam Diesner
Adam Józef Diesner (ur. 2 września 1991 w Pucku)  – polski kompozytor, dyrygent i pedagog. Członek Związku Kompozytorów Polskich. 

## Biografia
Diesner pochodzi z Ostrowa. W 2004 r. rozpoczął edukację muzyczną pod kierunkiem Zbigniewa Pniewskiego. Ukończył Akademię Muzyczną w Gdańsku na dwóch specjalnościach: kompozycja w klasie prof. Andrzeja Dziadka i dyrygentura chóralna w klasie dra hab. Sławomira Bronka. W 2016 r. otrzymał stypendium Marszałka Województwa Pomorskiego, w 2017 r. 2018 r. stypendium  Ministra Kultury i Dziedzictwa Narodowego. W latach 2016-2022 był członkiem zarządu Koła Młodych Związku Kompozytorów Polskich. Obecnie jest członkiem Związku Kompozytorów Polskich. W 2023 r. był członkiem Rady Jurorskiej World Online Music Competitions Organization (WOMCO). W 2024 r. odbył staż naukowy w Conservatorio di Musica Santa Cecilia w Rzymie. 
Jest laureatem kilkunastu konkursów kompozytorskich m.in: GRAND PRIX w Franz Schubert International Music Competition. Za swoje osiągnięcia otrzymał wiele nagród m.in.: w World Championship in Composition i World Music Championship w Wiedniu. Kompozycje Diesnera były wykonywane na wielu międzynarodowych festiwalach i w renomowanych salach koncertowych w kraju i za granicą m.in.: w Philharmonie Luxembourg, podczas International Viiola Congress Salaya w Tajlandii i Międzynarodowego Festiwalu Muzyki Współczesnej Warszawska Jesień, w Conservatorio di Musica Santa Cecilia w Rzymie,  Polskiej Filharmonii Bałtyckiej w Gdańsku, Teatrze Polskim w Warszawie, Piwnicy pod Baranami w Krakowie, Studio Koncertowym Radia Gdańsk, podczas Festiwalu Muzyki Współczesnej Nowe Fale w Gdańsku, Euro Chamber Music Festival w Gdańsku.

## Nagrody i wyróżnienia
- 2023 – Nagroda Grand Prix w Franz Schubert International Music Competition;
- 2023 – III nagroda w World Music Championship w Wiedniu;
- 2023 – II nagroda w World Music Championship w Wiedniu;
- 2023 – III nagroda w 5. World Championship in Composition w Wiedniu;
- 2022 – III nagroda w 5. European Composer Competitnion w Wiedniu;
- 2020 – III nagroda w 3. International Composer Competition NEW VISION w Nowym Jorku;
- 2018 – Stypendium Ministra Kultury i Dziedzictwa Narodowego za wybitne osiągnięcia artystyczne;
- 2018 – II nagroda w Ogólnopolskim Konkursie Kompozytorskim im. Stanisława Moniuszki w Gdańsku;
- 2018 – dwa równorzędne wyróżnienia w VIII Konkursie Kompozytorskim im. Feliksa Nowowiejskiego w Olsztynie;
- 2017 – Stypendium Ministra Kultury i Dziedzictwa Narodowego za wybitne osiągnięcia artystyczne;
- 2017 – Laureat VIII Konkursu Kompozytorskiego im. Zygmunta Mycielskiego w Warszawie;
- 2017 – III nagroda w Konkursie Kompozytorskim na Intradę Akademii Muzycznej w Gdańsku;
- 2017 – III nagroda w IV Ogólnopolskim Konkursie na Kaszubską Kompozycję Chóralną w Wejherowie;
- 2016 – Finalista 57 Konkursu Młodych Kompozytorów im. Tadeusza Bairda w Warszawie;
- 2016 – Stypendium Marszałka Województwa Pomorskiego dla najlepszych studentów;
- 2015 – I nagroda w I Konkursie Kompozytorskim im. Henryka Hubertusa Jabłońskiego w Gdańsku;
- 2015 – III nagroda w V konkursie Kompozytorskim im. Feliksa Nowowiejskiego w Olsztynie;
- 2015 – III nagroda w II Ogólnopolskim Konkursie na Kaszubską Kompozycję Chóralną w Wejherowie;
- 2012 – wyróżnienie w I Regionalnym Konkursie Kompozytorskim w Słupsku;

## Wybrane utwory
- Kwartet dęty na flet, klarnet, fagot i waltornię (2023);
- Kashubian tango na skrzypce i altówkę (2023);
- Rondo alla cassubia na altówkę (2023);
- Danziger zeit na skrzypce, altówkę i orkiestrę kameralną (2023);
- Requiem Kaszubskie na sopran, baryton, chór, organy i oktet dęty (2022);
- Ronne A-76 na orkiestrę kameralną (2022);
- Anonym na sopran i gitarę do wiersza Mashy Kaléko (2022);
- Missa pro pace na sopran, baryton, chór mieszany, organy i orkiestrę dętą (2021);
- Wariacje na puzon solo (2020);
- Tango na kwintet dęty drewniany (2020);
- Kwartet smyczkowy (2018);
- Polifobia na 12 instrumentów (2018);
- Jezësu, bôczë na mie na chór mieszany a cappella (2018);
- Lacrimosa na akordeon solo (2018);
- Concerto misterioso na basethorn i orkiestrę (2017);
- Kaszubskie Te Deum na sopran, baryton, chór mieszany i orkiestrę (2016);
- Suita Polska na trąbkę i puzon (2016);
- Mortistango na skrzypce, kontrabas i fortepian (2015);
- Egzorta na sekstet wokalny (2015);
- Kaprys na akordeon solo (2015);
- Mój Ójcze na chór mieszany a cappella (2014);
- Ave Maria na chór mieszany a cappella (2014);
- Sobre... na skrzypce, kontrabas i akordeon (2012);

## Nagrania i publikacje
- 2023 – Pieśni pasyjne na chór mieszany a cappella w języku kaszubskim (ISMN 979-0-801544-72-8). Publikacja wydana przez Wydawnictwo Akademii Muzycznej w Gdańsku zawierająca pieśni chóralne w  języku kaszubskim[7].
- 2018 – Te Deum. Chwałã przëjim òd nas (ARSO-CD-111). Płyta zawierająca czteroczęściowe oratorium Adama Diesnera Kaszubskie Te Deum na sopran, baryton, chór i orkiestrę[8].
- 2018 – W céni Bòżëch skrzidłów – psalms (ARSO-CD-91). Wybrane psalmy z Księgi Psalmów Starego Testamentu na sopran, kontratenor i organy w przekładzie z języka hebrajskiego na kaszubski o. Adama Ryszarda Sikory OFM[9].
- 2018 – Moje doświadczenie z zespołem chóralnym (ISBN:9788364615344). Publikacja  zawierająca referat Adama Diesnera zatytułowany „Kaszubskie Te Deum z punktu widzenia kompozytora”[10].
- 2017 – Kompozytorzy Gdańscy Henrykowi Hubertusowi Jabłońskiemu (ISMN: 979-0-801544-37-7). Zbiór kompozycji kompozytorów gdańskiej Akademii Muzycznej w hołdzie Henrykowi Jabłońskiemu w 30. rocznicę śmierci zawierający partyturę Mortistango na skrzypce, kontrabas i fortepian Adama Diesnera[11].
- 2017 – Młody Kameralista. Utwory kameralne dla dzieci i młodzieży (ISMN: 979-0-801544-32-2). Publikacja wydana przez Wydawnictwo Akademii Muzycznej w Gdańsku na której znajduje się partytura Suita polska na obój i fagot Adama Diesnera[12].
- 2016 – Nad mòrzã, północą. Kolędy kaszubskie (ARSO-CD-77). Zbiór kolęd opracowanych przez Adama Diesnera, nagranych przez Chór DISCANTUS[13].